# Limburgse Handbal Dagen
De Limburgse Handbal Dagen of afgekort LHD, was een Nederlands driedaags mannenhandbalbaltoernooi, dat sinds 1988 jaarlijks werd gehouden in het Limburgse Sittard. In 2017 was de laatste editie, dit vanwege het krimpende aantal bezoekers van het toernooi.

## Geschiedenis
In het voorjaar van 1988, besloot Sittardia ter viering van het 40-jarig jubileum een internationaal handbaltoernooi te organiseren. Al snel bleek dat de tijd te kort was om in september, voorafgaand aan de competitie, een toernooi rond te krijgen. Men besloot uit te wijken naar de periode tussen Kerstmis en Nieuwjaar. Zowel HV Blauw Wit (nu HV BFC) als V&L hadden interesse in een samenwerking, en de Limburgse Handbal Dagen waren geboren. In 2018 werd bekend dat de 31ste editie van de Limburgse Handbal Dagen niet doorging. De reden hiervan was het krimpende aantal bezoekers van het toernooi.

## Locaties
| Sittard          | Sittard     | Geleen      | Beek                    | Panningen | Neerpelt  |
| ---------------- | ----------- | ----------- | ----------------------- | --------- | --------- |
|                  |             |             |                         |           |           |
| Stadssporthal    | Fitland XL  | Glanerbrook | De Haamen               | De Heuf   | Dommelhof |
| 1988 - 2017 2017 | 2013 - 2016 | 1988 - 2012 | 1988 - 1992 1995 - 2012 | 2010 2017 | 1993      |

## Lijst van winnaars

### Meervoudige winnaars
| Overwinningen | Team                    | Jaren            | Land      |
| ------------- | ----------------------- | ---------------- | --------- |
| 3             | Viking Stavanger        | 1995, 1997, 1999 | Noorwegen |
| 2             | Lukoil/Dynamo Astrachan | 2001, 2006       | Rusland   |
| 2             | FC Porto/Vitalis        | 2009, 2012       | Portugal  |

### Overwinningen per land
| Overwinningen | Land                                                               |
| ------------- | ------------------------------------------------------------------ |
| 5             | Portugal, Noorwegen                                                |
| 4             | Rusland                                                            |
| 3             | Denemarken                                                         |
| 2             | Frankrijk, Nederland, Sovjet-Unie                                  |
| 1             | België, Joegoslavië, Kroatië, Oekraïne, Polen, Wit-Rusland, Spanje |

## Podiumplaatsen
| Jaar | Goud                    | Zilver                   | Brons                     | 4                             |
| ---- | ----------------------- | ------------------------ | ------------------------- | ----------------------------- |
| 2017 | BM Benidorm             | Odorheiu Secuiesc        | Halden Topphåndball       | ABC Uminho                    |
| 2016 | Halden Topphåndball     | Limburg Lions            | Zuid-Korea                | Polva Serviti                 |
| 2015 | ABC Uminio              | Viking Stavanger         | Bevo HC                   | Limburg Lions                 |
| 2014 | Permskie Medvedi        | SL Benfica               | Limburg Lions             | HC Kehra/Horizon Pulp & Paper |
| 2013 | Águas Santas-Milaneza   | Limburg Lions            | FC Barcelona B            | Dukla Praag                   |
| 2012 | FC Porto/Vitalis        | Polva Serviti            | BM Ciudad Encantada       | Limburg Lions                 |
| 2011 | Limburg Lions           | HC Meshkov Brest         | RK Porec                  | Kras/Volendam                 |
| 2010 | SL Benfica              | RK Borac Banja Luka      | St. Petersburg HC         | Viking Stavanger              |
| 2009 | FC Porto/Vitalis        | Polva Serviti            | K-Sports HC               | RK Porec                      |
| 2008 | KV Sasja                | ZTR Zaporozhye           | Sociedad Deportiva Teucro | Junior Fasano                 |
| 2007 | Budivelnyk Brovary      | Etoile Sportive du Sahel | Daido Steel Nagoya        | KS Vive Kielce                |
| 2006 | Lukoil/Dynamo Astrachan | IFK Skövde               | Perutnina Pipo IPC        | Heimdal                       |
| 2005 | Vive Kielce             | TMS Ringsted             | US Dunkerque              | Madeira SAD                   |
| 2004 | Viborg HK               | IFK Skövde               | ZTR Zaporozhye            | Fyllingen IL                  |
| 2003 | Fredericia HK           | CBM Valladolid           | Portovik Yuzhny           | FET IL                        |
| 2002 | HC Lovcen-Cetinje       | Team Helsinge            | Vlug en Lenig             | Drammen HK                    |
| 2001 | Lukoil/Dynamo Astrachan | Vlug en Lenig            | IFK Tumba HK              | Litouwen                      |
| 2000 | Team Tvis Holstebro     | Litouwen                 | SKP Frydek-Mistek         | Prevent Slovenj Gradec        |
| 1999 | Viking Stavanger        | GOG Gudme                | Sittardia                 | RK Medvescak Zagreb           |
| 1998 | IL Runar Sandefjord     | Sporting Toulouse ’31    | Sittardia                 | Alingsås HK                   |
| 1997 | Viking Stavanger        | Sittardia                | Banik Karvina             | SG Hameln                     |
| 1996 | US Ivry HB              | Tus Nettelstedt          | Vadum IF                  | Sittardia                     |
| 1995 | Viking Stavanger        | Sävehof Partille         | Vlug en Lenig             | US Duinkerque                 |
| 1994 | Paris St. Germain       | Guif Eskilstuna          | Sandefjord TIF            | Vlug en Lenig                 |
| 1993 | RK Medvescak Zagreb     | US Ivry HB               | Redbergslids IK           | Tatra Koprivnice              |
| 1992 | Nova Petersburg         | Kolinska Slovan          | IFK Skövde                | Sittardia                     |
| 1991 | SKA Minsk               | Sittardia                | Drott Halmstad            | Vlug en Lenig                 |
| 1990 | SKIF Krasnodar          | HT Tatran Prešov         | Redbergslids IK           | Sittardia                     |
| 1989 | Sittardia               | Motor Eisenach           | Granitas Kaunas           | Banik Karvina                 |
| 1988 | MAI Moskou              | Vlug en Lenig            | Lokomotiva Trnava         | Sittardia                     |